# Gewichtheffen op de Olympische Zomerspelen 1976
Gewichtheffen is een van de sporten die beoefend werden tijdens de Olympische Zomerspelen 1976 in Montréal, Canada. 
De wedstrijden vormden tegelijkertijd de Wereldkampioenschappen gewichtheffen van dat jaar.

## Heren

### vlieggewicht (tot 52 kg)
| rang   | sporter(s)          | land | trekken  | stoten   | totaal   |
| ------ | ------------------- | ---- | -------- | -------- | -------- |
| Goud   | Aleksandr Voronin   | URS  | 105.0 kg | 137.5 kg | 242.5 kg |
| Zilver | György Kőszegi      | HUN  | 107.5 kg | 130.0 kg | 237.5 kg |
| Brons  | Mohammad Nassiri    | IRI  | 100.0 kg | 135.0 kg | 235.0 kg |
| 4      | Masatomo Takeuchi   | JPN  | 105.0 kg | 127.5 kg | 232.5 kg |
| 5      | Francisco Casamayor | CUB  | 100.0 kg | 127.5 kg | 227.5 kg |
| 6      | Stefan Leletko      | POL  | 95.0 kg  | 125.0 kg | 220.0 kg |
| 7      | Boleslav Pachol     | TCH  | 95.0 kg  | 122.5 kg | 217.5 kg |
| 8      | Daniel Nuñez Aguiar | CUB  | 92.5 kg  | 122.5 kg | 215.0 kg |

### bantamgewicht (tot 56 kg)
| rang   | sporter(s)         | land | trekken  | stoten   | totaal   |
| ------ | ------------------ | ---- | -------- | -------- | -------- |
| Goud   | Norair Noerikjan   | BUL  | 117.5 kg | 145.0 kg | 262.5 kg |
| Zilver | Grzegorz Cziura    | POL  | 115.0 kg | 137.5 kg | 252.5 kg |
| Brons  | Kenkichi Ando      | JPN  | 107.5 kg | 142.5 kg | 250.0 kg |
| 4      | Leszek Skorupa     | POL  | 112.5 kg | 137.5 kg | 250.0 kg |
| 5      | Imre Földi         | HUN  | 105.0 kg | 140.0 kg | 245.0 kg |
| 6      | Bernhard Bachfisch | FRG  | 105.0 kg | 137.5 kg | 242.5 kg |
| 7      | Carlos Lastre      | CUB  | 105.0 kg | 135.0 kg | 240.0 kg |
| 8      | Fazlollah Dehkhoda | IRI  | 105.0 kg | 135.0 kg | 240.0 kg |

### vedergewicht (tot 60 kg)
| rang   | sporter(s)         | land | trekken  | stoten   | totaal   |
| ------ | ------------------ | ---- | -------- | -------- | -------- |
| Goud   | Nikolai Kolesnikov | URS  | 125.0 kg | 160.0 kg | 285.0 kg |
| Zilver | Georgi Todorov     | BUL  | 122.5 kg | 157.5 kg | 280.0 kg |
| Brons  | Kazumasa Hirai     | JPN  | 125.0 kg | 150.0 kg | 275.0 kg |
| 4      | Takashi Saito      | JPN  | 110.0 kg | 152.5 kg | 262.5 kg |
| 5      | Edward Weitz       | ISR  | 110.0 kg | 152.5 kg | 262.5 kg |
| 6      | Davoud Maleki      | IRI  | 115.0 kg | 145.0 kg | 260.0 kg |
| 7      | Pedro Fuentes      | CUB  | 112.5 kg | 145.0 kg | 257.5 kg |
| 8      | Om Jong-guk        | PRK  | 110.0 kg | 145.0 kg | 255.0 kg |

### lichtgewicht (tot 67.5 kg)
| rang   | sporter(s)          | land | trekken  | stoten   | totaal   |
| ------ | ------------------- | ---- | -------- | -------- | -------- |
| Goud   | Petro Korol         | URS  | 135.0 kg | 170.0 kg | 305.0 kg |
| Zilver | Daniel Senet        | FRA  | 135.0 kg | 165.0 kg | 300.0 kg |
| Brons  | Kazimierz Czarnecki | POL  | 130.0 kg | 165.0 kg | 295.0 kg |
| 4      | Gunter Ambraß       | GDR  | 125.0 kg | 170.0 kg | 295.0 kg |
| 5      | Yatsuo Shimaya      | JPN  | 127.5 kg | 165.0 kg | 292.5 kg |
| 6      | Roberto Urrutia     | CUB  | 130.0 kg | 162.5 kg | 292.5 kg |
| 7      | Werner Schraut      | GER  | 127.5 kg | 162.5 kg | 290.0 kg |
| 8      | Roland Chavigny     | FRA  | 130.0 kg | 155.0 kg | 285.0 kg |

Zbigniew Kaczmarek ( POL) 307.5 kg wegens positieve dopingtest gediskwalificeerd.

### middengewicht (tot 75 kg)
| rang   | sporter(s)        | land | trekken  | stoten   | totaal   |
| ------ | ----------------- | ---- | -------- | -------- | -------- |
| Goud   | Jordan Mitkov     | BUL  | 145.0 kg | 190.0 kg | 335.0 kg |
| Zilver | Vartan Militosjan | URS  | 145.0 kg | 185.0 kg | 330.0 kg |
| Brons  | Peter Wenzel      | GDR  | 145.0 kg | 182.5 kg | 327.5 kg |
| 4      | Wolfgang Hübner   | GDR  | 142.5 kg | 177.5 kg | 320.0 kg |
| 5      | Arvo Ala-Pöntiö   | FIN  | 137.5 kg | 177.5 kg | 315.0 kg |
| 6      | András Stark      | HUN  | 140.0 kg | 175.0 kg | 315.0 kg |
| 7      | Ondrej Hekel      | TCH  | 140.0 kg | 172.5 kg | 312.5 kg |
| 8      | Daniel Zayas      | CUB  | 140.0 kg | 170.0 kg | 310.0 kg |

Dragomir Ciorosian ( ROU) 320.0 kg wegens positieve dopingtest gediskwalificeerd.

### lichtzwaargewicht (tot 82.5 kg)
| rang   | sporter(s)          | land | trekken  | stoten   | totaal   |
| ------ | ------------------- | ---- | -------- | -------- | -------- |
| Goud   | Valery Sjary        | URS  | 162.5 kg | 202.5 kg | 365.0 kg |
| Zilver | Trendafil Stoitsjev | BUL  | 162.5 kg | 197.5 kg | 360.0 kg |
| Brons  | Péter Baczakó       | HUN  | 157.5 kg | 187.5 kg | 345.0 kg |
| 4      | Nikolaos Iliadis    | GRE  | 150.0 kg | 190.0 kg | 340.0 kg |
| 5      | Juhani Avellan      | FIN  | 145.0 kg | 185.0 kg | 330.0 kg |
| 6      | Stefan Jacobsson    | SWE  | 147.5 kg | 170.0 kg | 317.5 kg |
| 7      | Sueo Fujishiro      | JPN  | 140.0 kg | 175.0 kg | 315.0 kg |
| 8      | Gerd Kennel         | FRG  | 135.0 kg | 177.5 kg | 312.5 kg |

Blagoj Blagojev ( BUL) 362.5 kg wegens positieve dopingtest gediskwalificeerd.

### middenzwaargewicht (tot 90 kg)
| rang   | sporter(s)           | land | trekken  | stoten   | totaal   |
| ------ | -------------------- | ---- | -------- | -------- | -------- |
| Goud   | David Rigert         | URS  | 170.0 kg | 212.5 kg | 382.5 kg |
| Zilver | Lee James            | USA  | 165.0 kg | 197.5 kg | 362.5 kg |
| Brons  | Atanas Sjopov        | BUL  | 155.0 kg | 205.0 kg | 360.0 kg |
| 4      | György Rehus-Uzor    | HUN  | 157.5 kg | 192.5 kg | 350.0 kg |
| 5      | Peter Petzold        | GDR  | 152.5 kg | 192.5 kg | 345.0 kg |
| 6      | Alberto Blanco       | CUB  | 152.5 kg | 192.5 kg | 345.0 kg |
| 7      | Yvon Coussin         | FRA  | 152.5 kg | 180.0 kg | 332.5 kg |
| 8      | Guðmundur Sigurðsson | ISL  | 145.0 kg | 187.5 kg | 332.5 kg |

Philip Grippaldi ( USA) 355.0 kg wegens positieve dopingtest gediskwalificeerd.

### zwaargewicht (tot 110 kg)
| rang   | sporter(s)          | land | trekken  | stoten   | totaal   |
| ------ | ------------------- | ---- | -------- | -------- | -------- |
| Goud   | Joeri Zaitsev       | URS  | 165.0 kg | 220.0 kg | 385.0 kg |
| Zilver | Krastio Semerdzjiev | BUL  | 170.0 kg | 215.0 kg | 385.0 kg |
| Brons  | Tadeusz Rutkowski   | POL  | 167.5 kg | 210.0 kg | 377.5 kg |
| 4      | Pierre Gourrier     | FRA  | 157.5 kg | 215.0 kg | 372.5 kg |
| 5      | Jürgen Ciezki       | GDR  | 162.5 kg | 210.0 kg | 372.5 kg |
| 6      | Javier González     | CUB  | 160.0 kg | 205.0 kg | 365.0 kg |
| 7      | Leif Nilsson        | SWE  | 157.5 kg | 207.5 kg | 365.0 kg |
| 8      | Rudolf Strejček     | TCH  | 162.5 kg | 200.0 kg | 362.5 kg |

Valentin Khristov ( BUL) 400.0 kg en Mark Cameron ( USA) 375.0 kg wegens positieve dopingtest gediskwalificeerd.

### superzwaargewicht (boven 110 kg)
| rang   | sporter(s)        | land | trekken  | stoten   | totaal   |
| ------ | ----------------- | ---- | -------- | -------- | -------- |
| Goud   | Vasili Aleksejev  | URS  | 185.0 kg | 255.0 kg | 440.0 kg |
| Zilver | Gerd Bonk         | GDR  | 170.0 kg | 235.0 kg | 405.0 kg |
| Brons  | Helmut Losch      | GDR  | 165.0 kg | 222.5 kg | 387.5 kg |
| 4      | Jan Nagy          | TCH  | 160.0 kg | 227.5 kg | 387.5 kg |
| 5      | Bruce Wilhelm     | USA  | 172.5 kg | 215.0 kg | 387.5 kg |
| 6      | Gerardo Fernández | CUB  | 165.0 kg | 200.0 kg | 365.0 kg |
| 7      | Robert Edmond     | AUS  | 157.5 kg | 190.0 kg | 347.5 kg |
| 8      | Jan-Olof Nolsjö   | SWE  | 152.5 kg | 185.0 kg | 337.5 kg |

Petr Pavlásek ( TCH) 387.5 kg wegens positieve dopingtest gediskwalificeerd.

## Medaillespiegel
| rang   | land             | goud | zilver | brons | totaal |
| ------ | ---------------- | ---- | ------ | ----- | ------ |
| 1      | Sovjet-Unie      | 7    | 1      | 0     | 8      |
| 2      | Bulgarije        | 2    | 3      | 1     | 6      |
| 3      | DDR              | 0    | 1      | 2     | 3      |
| 3      | Polen            | 0    | 1      | 2     | 3      |
| 5      | Hongarije        | 0    | 1      | 1     | 2      |
| 6      | Frankrijk        | 0    | 1      | 0     | 1      |
| 6      | Verenigde Staten | 0    | 1      | 0     | 1      |
| 8      | Japan            | 0    | 0      | 2     | 2      |
| 9      | Iran             | 0    | 0      | 1     | 1      |
| totaal | totaal           | 9    | 9      | 9     | 27     |

Athene 1896 · 
St. Louis 1904 · 
Antwerpen 1920 · 
Parijs 1924 · 
Amsterdam 1928 · 
Los Angeles 1932 · 
Berlijn 1936 · 
Londen 1948 · 
Helsinki 1952 · 
Melbourne 1956 · 
Rome 1960 · 
Tokio 1964 · 
Mexico-stad 1968 · 
München 1972 · 
Montréal 1976 · 
Moskou 1980 · 
Los Angeles 1984 · 
Seoel 1988 · 
Barcelona 1992 · 
Atlanta 1996 · 
Sydney 2000 · 
Athene 2004 · 
Peking 2008 · 
Londen 2012 · 
Rio de Janeiro 2016 · 
Tokio 2020 · 
Parijs 2024 · 
Los Angeles 2028 
Medaillewinnaars
Atletiek · Basketbal · Boksen · Boogschieten · Gewichtheffen · Handbal · Hockey · Judo · Kanovaren · Moderne vijfkamp · Paardensport · Roeien · Schermen · Schietsport · Schoonspringen · Turnen · Voetbal · Volleybal · Waterpolo · Wielersport · Worstelen · Zeilen · Zwemmen